# 仙游站
仙游站是福厦铁路上的一座车站。车站位于福建省莆田市仙游县枫亭镇辉煌村，设2台4线，建筑面积3912平方米。车站于2015年2月4日投入运营。
2021年9月11日，因2019冠状病毒病疫情防控，车站暂停运营，直至10月8日恢复运营。

## 修建过程
作为人口大县的仙游曾没有动车客运站。中国日报曾多次对此刊文反映问题。此后，各方开始关注仙游站的建设：
- 2011年5月30日，中国铁道部批复该动车站建设。[8]
- 2011年8月，仙游站开始征迁工作。
- 2012年年底，仙游站征迁工作设计方案获得中国铁道部批准。
- 2013年5月20日，仙游站正式动工。
- 2014年4月，仙游站站前广场动工。
- 2014年10月，仙游站站房主体工程完工；仙游站站前广场主体工程完工。
- 2015年1月4日，通过初步验收。[9]
- 2015年1月20日，通过复评验收。[10]
- 2015年2月4日，仙游站通车。[11]
- 2015年6月底，仙游站站前广场建成。[12]
- 2016年6月26日，仙游站二期进站道路竣工。[13]

仙游站项目总投资为2.9亿元。征迁过程中，仙游县枫亭铁路办公室与枫亭镇政府完成了站房及站前广场150亩土地、1550棵果树的丈量工作，发放了征地补偿款约600万元。仙游站修建过程中创建了全中国两个首例：一是中国首个动车既有线建设，二是第一座跨5个轨道的人行天桥（旅客天桥）建设。

## 建筑结构
仙游站位于莆田市仙游县枫亭镇辉煌村，占地面积290亩。其位于福厦铁路中心，距莆田站24km，泉州站47km，距沈海高速仙游段2km，324国道1km。其还可以依靠附近的路网进行人货无缝对接。
仙游站站前广场总面积1.17km²，其中，地下室建筑面积9300km²，有约300个停车位。站前广场周围还配有门店。
仙游站站房总占地面积约4000m²，采用线平式布置形式，其主体一层，局部二层，候车厅可供800人候车。仙游站站台设有2个站台、6条轨道。

## 运营状况
2015年春运期间，仙游站发送量达1.2万人次；2016年，该站全年旅客发送量达到了131.5万。2022年1月10日后，经停仙游站的班次为56趟。

## 仙游火车站公交枢纽站
仙游火车站公交枢纽站位于仙游站站前广场右侧，是一座四级公交枢纽场。占地面积5305m²，建筑面积1709m²，是三层建筑。其中，第一层为调度室、驾驶员休息室、乘客候车室，第二层为办公室，第三层为宿舍食堂。其于2015年9月17日开始建设，计划总投资1000亿元。

## 接驳交通
| 路线 号码 | 起点站／终点站                       | 收费          | 首班                                                 | 末班                                    | 所属公司     |
| --------- | ------------------------------------ | ------------- | ---------------------------------------------------- | --------------------------------------- | ------------ |
| 152路     | 公交东站 ↔ 仙游火车站                | 里程计价¥9.0  | 公交东站：6:15 仙游火车站：6:15                      | 公交东站：18:45 仙游火车站：18:45       | 莆田闽运公交 |
| 555路     | 枫亭汽车站 ↔ 秀屿公交首末站 （途径） | 里程计价¥10.0 | 枫亭汽车站：6:10 秀屿公交首末站：6:10                | 枫亭汽车站：18:00 秀屿公交首末站：18:00 | 莆田闽运公交 |
| 612路     | 蜚山公交站 ↔ 仙游火车站              | 里程计价¥9.0  | 蜚山公交站：5:50 仙游火车站：7:15                    | 蜚山公交站：19:50 仙游火车站：20:10     | 仙游众益公交 |
| 618路     | 仙游公交总站 ↔ 园庄镇 ↔ 仙游火车站   | 里程计价¥15.0 | 仙游公交总站：5:50 仙游火车站：5:50                  | 仙游公交总站：17:30 仙游火车站：17:30   | 仙游众益公交 |
| 621路     | 仙游公交总站 ↔ 仙游火车站            | 里程计价¥9.0  | 仙游公交总站：5:30 枫亭汽车站：6:32 仙游火车站：7:03 | 仙游公交总站：19:38 仙游火车站：21:15   | 仙游众益公交 |
| 泉港9路   | 泉港奇美广场 ↔ 仙游火车站            | 分段计价¥4.0  | 泉港奇美广场：6:20 仙游火车站：7:30                  | 泉港奇美广场：18:30 仙游火车站：20:00   | 泉港大众公交 |